# جرج کرون
جرج کرون (انگلیسی: George Crone؛ ‏ ۶ اکتبر ۱۸۹۴ – ژوئن ۱۹۶۶) کارگردان و تدوین‌گر اهل ایالات متحده آمریکا بود.
از فیلم‌هایی که وی در آن‌ها نقش داشته‌است، می‌توان به یک دختر، یک مرد و یک ملوان اشاره نمود.